# 正春寺
正春寺（しょうしゅんじ）は、東京都渋谷区にある真宗大谷派系（浄土真宗東本願寺派）の単立寺院。

## 歴史
1620年（元和6年）、土井昌勝・初台局夫妻の娘である梅園局の開基。初台局は自分の知行地に菩提寺の建立を願っており、娘の梅園局の息子で、僧侶の正入がいる湯島の天台宗寺院「専西寺」を移転させるという体裁で当地に創建した。なお、湯島の専西寺も何故かそのまま残り、結果として湯島と代々木に二つの専西寺が置かれることになった。
1627年（寛永4年）、浄土真宗に転宗した。1682年（天和2年）に湯島の専西寺が火災で焼失し、代々木の専西寺に一本化された。1692年（元禄5年）に「正春寺」に改称された。
山号の「柴山」は梅園局の嫁ぎ先の柴山氏に、院号の「安養院」は初台局の戒名に、寺号の「正春寺」は梅園局の戒名に、それぞれ由来する。
境内には、歌舞伎劇場の座主（経営者）だった田村成義の銅像がある。1911年（明治44年）の還暦祝いで建てられた寿像（対象者の生前に建てられた像）である。また、管野スガの墓がある。

## 専西寺寺伝による異伝
専西寺に伝わる寺伝によると、専西寺の由来は下記の通りという。
専西寺は元々鎌倉雪ノ下にあり、当初から浄土真宗の寺院であった。1627年（寛永3年）、正入によって江戸湯島に移転したものという。
1682年（天和2年）の火災で一時廃寺となったが、1692年（元禄5年）に駒込で再興された。1719年（享保4年）に向丘の現在地に移転した。

## 交通アクセス
- 鉄道 - 初台駅より徒歩8分。
- バス - 西参道停留所（京王バスなど）

## ギャラリー

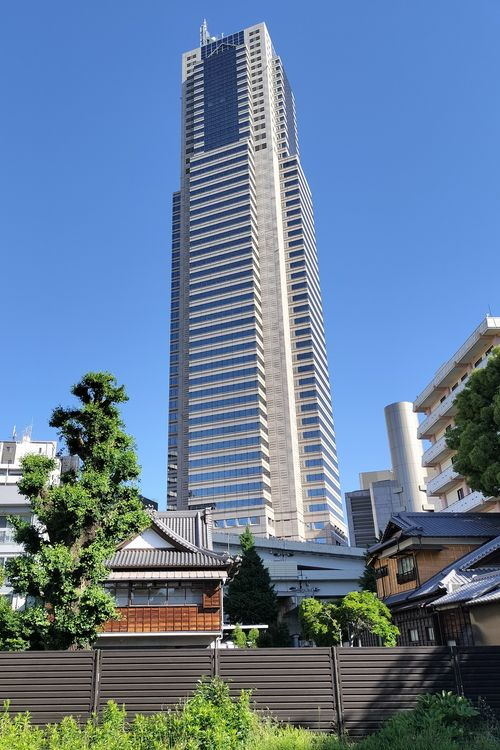
南側から見る。高層ビルは新宿パークタワー。